# 덕지초등학교
덕지초등학교는 대한민국 전북특별자치도 무주군에 있었던 공립 초등학교이다.

## 연혁
- 1936년 5월 16일 무풍공립보통학교 덕지간이학교 개교
- 1943년 6월 10일 덕지공립국민학교로 승격
- 1996년 3월 1일 덕지초등학교로 개칭
- 1999년 9월 1일 무풍초등학교로 통폐합